# Савино Село
Савино Село (мађ. Torzsa) је насеље у општини Врбас, у Јужнобачком округу. Према попису из 2022. било је 2562 становника.
Носи назив у знак сећања на народног хероја Саву Ковачевића (1909–1943), команданта Треће ударне дивизије НОВЈ који је страдао током битке на Сутјесци. Овде се налази Вила у Савином Селу.

## Историја
Насеље Торжа (данашње Савино Село) се први пут помиње за време Бачке жупаније 1416. године.
Торжа се формирала за потребе утврђивања аустријског утицаја у овим крајевима и то колонизацијом Немаца. Оснивачи Торже приспели су у Бачку 1783. године, али су морали бити размештени по "зимовницима", односно у оближњим насељима: Оџаци, Деспотово, Бачки Петровац, Кула и Куцура. Историчар Торже, Петер Вак, није оставио прецизне податке о матичним подручјима и насељима из којих су се доселили Немци, већ је само навео Рајнску област у ширем смислу. Међутим, он је тачно означио правац и дужину путовања миграната, а уз то је до прецизно навео све обавезе прихватних власти и олакшице које им је држава пружала. Исељеници су полазили за Торжу из Манхајма, и то у неколико група, држећи се готово истог пута као и оснивачи осталих немачких села у Бачкој. Од Регензбурга до Апатина Немци су путовали углавном бродовима. Успут су се морали пријављивати надлежним административним установама ради верификовања путних исправа и доделе новчаних средстава за подмирење путних трошкова. Тако су се у Бечу пријавили Угарској дворској канцеларији, где су убележени најважнији подаци и где је свакој породици додељено по две форинте на име путних трошкова. Потом су се у Будимпешти пријавили краљевској комори, где им је додељена још по једна форинта по породици. По наређењу краљевске коморе, Немци предвиђени за насељавање у Бачкој морали су да наставе пут ка Сомбору, и да се након сакупљања пријаве специјалнoj канцеларији за насељавање, успостављеној ради прихватања досељеника, старања око изградња кућа за њих, избора и размеравања атара, поделе земље и организације обраде. У Сомбору су мигранти по трећи пут били подвргнути бирократско-административном поступку: све породице су још једном пописане, свакој је уручено писмено решење о насељавању са тачно назначеним местом, улицом, бројем куће и бројем чланова.
Прослављена је ту 26. августа 1934. године 150-годишњица Торже. Досељени су ту у 18. веку Немци из Пфалца у Немачкој. Село је плански грађено од маја 1784. године, тако да је у првом периоду бројало 223 домаћинства. Немци су подигли реформаторску (остаци сачувани до данас) и прву евангелистичку цркву у тадашњој Угарској (порушена после Другог светског рата). У марту 1937. олуја је срушила фабрику кудеље.
Савино Село је типично планско, војвођанско село, са правоугаоно постављеном регулацијом улица. Регулациона ширина улица је од 25 до 48 м, а дужина око 1,5 km.

## Демографија
У насељу Савино Село живи 2526 пунолетних становника, а просечна старост становништва износи 37,3 година (36,3 код мушкараца и 38,3 код жена). У насељу има 1073 домаћинства, а просечан број чланова по домаћинству је 3,12 (попис 2002).
Становништво у овом насељу веома је хетерогено, а у последња три пописа, примећен је пад у броју становника.
|  |

| Демографија | Демографија | Демографија |
| Година      | Становника  | Становника  |
| ----------- | ----------- | ----------- |
| 1948.       | 4.848       |             |
| 1953.       | 4.437       |             |
| 1961.       | 4.905       |             |
| 1971.       | 3.856       |             |
| 1981.       | 3.575       |             |
| 1991.       | 3.592       | 3.553       |
| 2002.       | 3.351       | 3.375       |
| 2011.       | 2.957       |             |

| Етнички састав према попису из 2002.‍ | Етнички састав према попису из 2002.‍ | Етнички састав према попису из 2002.‍ | Етнички састав према попису из 2002.‍ | Етнички састав према попису из 2002.‍ |
| ------------------------------------ | ------------------------------------ | ------------------------------------ | ------------------------------------ | ------------------------------------ |
|                                      |                                      |                                      |                                      |                                      |
| Црногорци                            | Црногорци                            |                                      | 1.280                                | 38,19%                               |
| Срби                                 | Срби                                 |                                      | 1.211                                | 36,13%                               |
| Словаци                              | Словаци                              |                                      | 166                                  | 4,95%                                |
| Мађари                               | Мађари                               |                                      | 161                                  | 4,80%                                |
| Хрвати                               | Хрвати                               |                                      | 106                                  | 3,16%                                |
| Русини                               | Русини                               |                                      | 74                                   | 2,20%                                |
| Украјинци                            | Украјинци                            |                                      | 65                                   | 1,93%                                |
| Југословени                          | Југословени                          |                                      | 50                                   | 1,49%                                |
| Муслимани                            | Муслимани                            |                                      | 39                                   | 1,16%                                |
| Македонци                            | Македонци                            |                                      | 13                                   | 0,38%                                |
| Роми                                 | Роми                                 |                                      | 8                                    | 0,23%                                |
| Бошњаци                              | Бошњаци                              |                                      | 8                                    | 0,23%                                |
| Немци                                | Немци                                |                                      | 7                                    | 0,20%                                |
| Словенци                             | Словенци                             |                                      | 5                                    | 0,14%                                |
| Буњевци                              | Буњевци                              |                                      | 4                                    | 0,11%                                |
| непознато                            | непознато                            |                                      | 25                                   | 0,74%                                |

| Година пописа     | 1948. | 1953. | 1961. | 1971. | 1981. | 1991. | 2002. |
| ----------------- | ----- | ----- | ----- | ----- | ----- | ----- | ----- |
| Број домаћинстава | 1.188 | 1.016 | 1.292 | 1.001 | 995   | 1.053 | 1.073 |

| Број чланова      | 1   | 2   | 3   | 4   | 5   | 6  | 7  | 8 | 9 | 10 и више | Просек |
| ----------------- | --- | --- | --- | --- | --- | -- | -- | - | - | --------- | ------ |
| Број домаћинстава | 212 | 226 | 179 | 243 | 136 | 50 | 18 | 9 | 0 | 0         | 3,12   |

| Пол    | Укупно | Неожењен/Неудата | Ожењен/Удата | Удовац/Удовица | Разведен/Разведена | Непознато |
| ------ | ------ | ---------------- | ------------ | -------------- | ------------------ | --------- |
| Мушки  | 1.319  | 463              | 758          | 63             | 35                 | 0         |
| Женски | 1.387  | 328              | 765          | 240            | 53                 | 1         |
| УКУПНО | 2.706  | 791              | 1.523        | 303            | 88                 | 1         |

| Пол    | Укупно                    | Пољопривреда, лов и шумарство | Рибарство                            | Вађење руде и камена | Прерађивачка индустрија       |
| ------ | ------------------------- | ----------------------------- | ------------------------------------ | -------------------- | ----------------------------- |
| Мушки  | 614                       | 172                           | 0                                    | 0                    | 273                           |
| Женски | 340                       | 74                            | 0                                    | 0                    | 130                           |
| УКУПНО | 954                       | 246                           | 0                                    | 0                    | 403                           |
| Пол    | Производња и снабдевање   | Грађевинарство                | Трговина                             | Хотели и ресторани   | Саобраћај, складиштење и везе |
| Мушки  | 5                         | 10                            | 37                                   | 8                    | 34                            |
| Женски | 2                         | 1                             | 52                                   | 4                    | 4                             |
| УКУПНО | 7                         | 11                            | 89                                   | 12                   | 38                            |
| Пол    | Финансијско посредовање   | Некретнине                    | Државна управа и одбрана             | Образовање           | Здравствени и социјални рад   |
| Мушки  | 1                         | 4                             | 11                                   | 8                    | 9                             |
| Женски | 2                         | 2                             | 14                                   | 19                   | 28                            |
| УКУПНО | 3                         | 6                             | 25                                   | 27                   | 37                            |
| Пол    | Остале услужне активности | Приватна домаћинства          | Екстериторијалне организације и тела | Непознато            | Непознато                     |
| Мушки  | 2                         | 1                             | 0                                    | 39                   | 39                            |
| Женски | 2                         | 0                             | 0                                    | 6                    | 6                             |
| УКУПНО | 4                         | 1                             | 0                                    | 45                   | 45                            |

## Галерија
- Центар села са Евангелистичком црквом у позадини
- Евангелистичка црква
- Споменик у селу
- Вила у селу